# Greg Parks
Greg Parks, född 25 mars 1967 i Edmonton i Alberta, död 16 juni 2015 i Edmonton, var en kanadensisk ishockeyspelare och ishockeytränare.
Parks inledde sin ishockeykarriär i St. Albert Saints i juniorligan AJHL under säsongen 1983-1984, vilket resulterade i 35 mål och 75 poäng på 58 matcher. Även nästa säsong tillbringades i Saints där han gjorde 36 mål och 110 poäng på 36 matcher. Parks inledde sina universitetsstudier på Bowling Green State University i Ohio och spelade fyra säsonger för universitetets ishockeylag i NCAA.
Efter detta följde spel i bland annat Oulun Kärpät i Mestis, Springfield Indians och Capital District Islanders i AHL och även två NHL-säsonger i New York Islanders. Ett antal svenska ishockeyklubbar har haft Parks namn i trupplistan, Leksand, Brynäs och senast Björklöven.
Under Olympiska vinterspelen i Lillehammer 1994 var Parks med i det kanadensiska landslaget som tog silvermedalj efter finalförlusten mot Sverige på straffar.
Efter att ha avslutat sin spelarkarriär i japanska Oji inledde Parks sin tränarkarriär på samma ställe där han inledde sin spelarkarriär, i St. Albert Steel.
Parks avled den 16 juni 2015 i sin hemstad Edmonton, vid 48 års ålder.